# Whisky

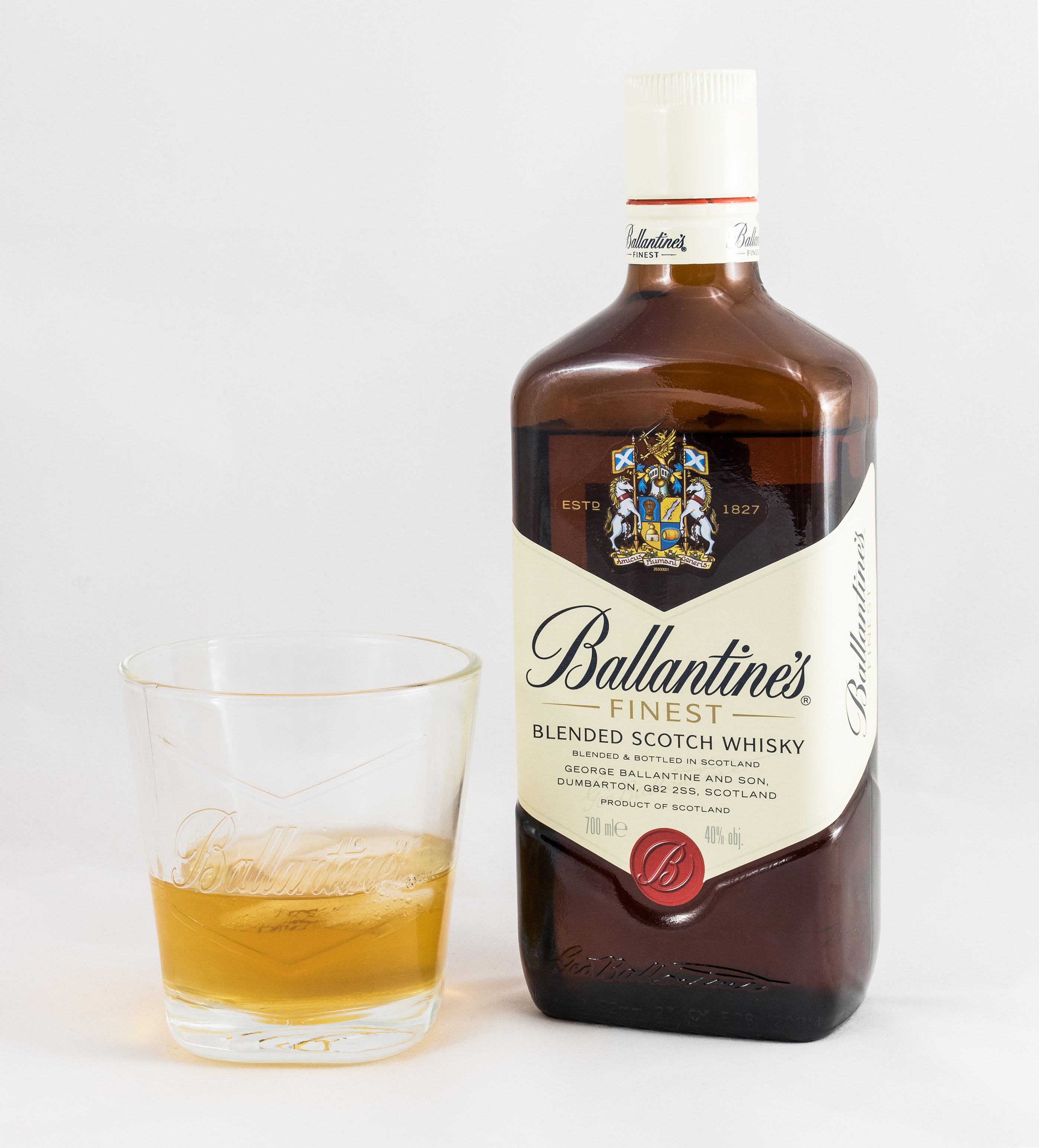
Scotch whisky

Whisky (z gaelickiego: uisge beatha – woda życia; w pisowni irlandzkiej i amerykańskiej whiskey) – napój alkoholowy spirytusowy powstały z destylacji zacieru zbożowego i poddawany dojrzewaniu w drewnianych (głównie dębowych) beczkach. Jest kojarzony najczęściej z krajami anglosaskimi, produkowany między innymi w Irlandii, Szkocji, Stanach Zjednoczonych i Kanadzie.
W języku polskim, słowo whisky jest rodzaju żeńskiego (ta whisky, a nie: *to whisky czy *ten whisky) i jest nieodmienne.

## Historia
Whisky pochodzi najprawdopodobniej z Irlandii. Iryjscy mnisi pędzili trunek znany jako aqua vitae (gaelicka nazwa uisge beatha jest tłumaczeniem z łaciny) już w VII wieku. Była to mikstura uzyskiwana przez destylację produktów fermentacji owoców i używana wyłącznie do celów leczniczych jako środek przedłużający życie, łagodzący niektóre dolegliwości (jak kolka) i choroby (paraliż, ospa i inne). Według podań whisky miała zostać wynaleziona przez św. Patryka. Od XVII wieku zaczęto używać skróconej formy uiskie, od około 1715 roku zaś nazwa ta przybrała postać whiskie. Nazwa współczesna – whisky – utrwaliła się dopiero w 1736 roku.
W IX wieku, wraz ze słynącymi z misyjnego zapału mnichami z Irlandii, lekarstwo dotarło do Szkocji. Wzmianki o „wodzie życia” z jęczmienia pojawiają się w połowie XVI wieku. Była już wtedy trunkiem, którego znaczenie lecznicze, chociaż doceniane, stanowiło drugorzędny aspekt coraz większej popularności.
Na przełomie XVII i XVIII wieku wysokie podatki w Irlandii i Szkocji nałożone na producentów whisky spowodowały spadek legalnej produkcji i w konsekwencji wzrost produkcji nielegalnej. Przyczyniło się to, ze względu na konieczność wytwarzania napoju w niewielkich zakamuflowanych zakładach, do podtrzymania różnorodności rodzajów i utrzymania tradycyjnych, przekazywanych z pokolenia na pokolenie w klanach, receptur. Legalnie produkowany w Irlandii i Szkocji trunek był przeznaczony przede wszystkim na eksport do innych części imperium brytyjskiego.
W 1823 znacznie zmniejszono obciążenia podatkowe gorzelników. W połączeniu z wynalezieniem przez Aeneasa Coffeya alembiku „patent still” do destylacji ciągłej, dało to impuls do produkcji whisky na skalę przemysłową. Dla międzynarodowej kariery trunku zasadnicze znaczenie miała klęska filoksery, która spustoszyła francuskie winnice w latach 80. XIX wieku, co spowodowało znaczny spadek produkcji koniaku. Na jego miejsce weszła whisky i znaczną część rynku utrzymała do dzisiaj. Wzrost produkcji i wejście na nowe rynki spowodowały, że coraz większy udział miała whisky kupażowana (blended).
Prohibicja wprowadzona w USA w latach 20. XX w. poważnie zachwiała rynkiem whisky. Irlandzka whiskey, produkowana głównie na amerykański rynek, straciła wówczas głównych odbiorców, a producenci podupadli. Również i szkocki rynek odczuł bardzo boleśnie skutki tej decyzji. Dość powiedzieć, że liczba irlandzkich gorzelni spadła z 28 w roku 1880 do 2 w roku 1933. Analogicznie w tym czasie liczba szkockich destylarni spadła ze 170 do 40. Po zniesieniu prohibicji na rynek amerykański weszły głównie wytwórnie szkockie. Być może dlatego, że rozwój wielkiej produkcji na skalę przemysłową został w Irlandii zahamowany.

## Typologia whisky
Jako że whisky produkowana jest w wielu regionach świata za pomocą nieco odmiennych metod i przy przestrzeganiu odmiennych standardów jakości, przydatne wydaje się pobieżne chociaż rozeznanie w jej rozlicznych gatunkach. Ze względu na kraj pochodzenia whisky podzielić możemy na:
- szkockie (uważane niekiedy za odrębny gatunek alkoholu: „Scotch”) – produkowane wyłącznie w Szkocji, w 100% ze słodu jęczmiennego, dojrzewające w używanych, dębowych beczkach przynajmniej przez okres trzech lat. Najpopularniejsze gatunki single malt whisky: Laphroaig, Ardbeg, the Balvenie, Glenmorangie, Glenfiddich. Najpopularniejsze blendy to: Ballantine’s, Grant’s, Johnnie Walker, Teacher’s, The Famous Grouse, Chivas Regal.
- amerykańskie – produkowane wyłącznie w Stanach Zjednoczonych, zarówno z kukurydzy, jak i żyta, pszenicy oraz jęczmiennego słodu, dojrzewające w nowych, dębowych beczkach przez co najmniej dwa lata. Dzielą się na burbony (produkowane w hrabstwie Bourbon w stanie Kentucky), Tennessee Whiskey (Tennessee), oraz pochodzące z pomniejszych regionów (New Orleans, Ohio, Pennsylvania). Popularne gatunki: Jim Beam, Elijah Craig, Wild Turkey, Maker’s Mark oraz Jack Daniel’s (Tennessee Whiskey).
- irlandzkie – produkowane w Irlandii wyłącznie z jęczmienia i jego słodu, dojrzewające przez co najmniej trzy lata. Inaczej niż szkockie whisky, w Irlandii whiskey podlega trzykrotnej destylacji. W chwili obecnej rynek irlandzkiej whiskey zdominowany jest przez Irish Distillers (marki: Jameson, Powers, Midleton Very Rare, Redbreast, Paddy), którego właścicielem jest francuski koncern gorzelniczy Pernod Ricard SA. Istnieje jednak wielu mniejszych producentów takich jak, Kilbeggan (według producenta najstarsza destylarnia whiskey na świecie), Tullamore Dew należąca do William Grant & Sons czy Tyrconnell. Jedną ze znanych marek whiskey północnoirlandzkiej jest Bushmills produkowany przez Old Bushmills Distillery, sprzedany w czerwcu 2005 gigantowi Diageo.
- japońskie – produkowane w Japonii od 1924 roku. Whisky japońska odwzorowuje produkcję whisky szkockiej, a nie amerykańskiej czy irlandzkiej. Dwie najbardziej znane marki to: Nikka, Yamazaki (Suntory). Pomimo że whisky japońska nie wywodzi się z wielowiekowej tradycji destylacji, jej uznanie na całym świecie cały czas wzrasta. Japońskie destylarnie produkują bardzo dużo blendów. Charakterystyczny jest fakt, że wszystkie whisky wchodzące w skład mieszanki pochodzą z jednej destylarni, zatem każda z destylarni produkuje bardzo zróżnicowaną whisky.

Ponadto, whisky produkowana jest w Walii (marka Penderyn), Kanadzie, Indiach, Francji i innych krajach. Alkoholem produkowanym na zasadzie podobnej do whisky, jednakże z żyta, jest starka, której jedynym producentem w Polsce był Polmos Szczecin, a po jego upadku – Szczecińska Wytwórnia Wódek „Starka”.

## Proces produkcyjny whisky

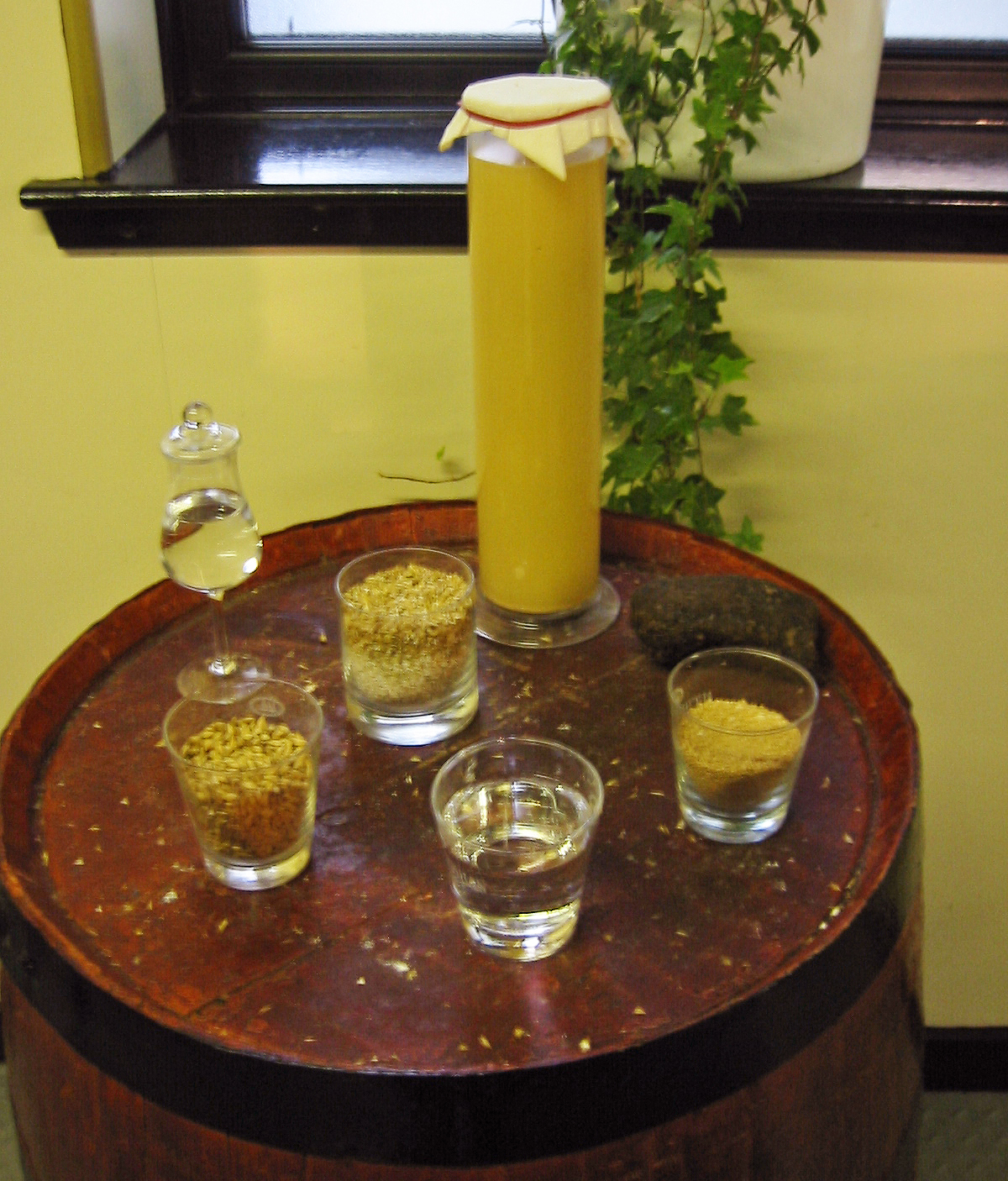
Składniki whisky

Surowiec do produkcji irlandzkiej whiskey (oraz szkockiej whisky) stanowi jęczmień: w postaci mieszaniny słodu i skiełkowanego ziarna, a także – choć zdecydowanie rzadziej – „czyste” nieskiełkowane ziarno. Natomiast amerykański bourbon wytwarzany jest z mieszaniny różnych ziaren, zawierającej od 51% do 79% kukurydzy.
Pierwszym etapem produkcji jest słodowanie (malting), polegające na kiełkowaniu ziaren zboża w odpowiednio wilgotnym i ciepłym środowisku. Kiełkujące ziarna zawierają enzymy (m.in. amylazę) pomagającą rozbić zawartą w jęczmieniu skrobię na cukry proste i dwucukry (przede wszystkim maltozę), które z kolei stanowią główny surowiec fermentacji alkoholowej.
Skiełkowane ziarno następnie osuszane jest gorącym powietrzem. W przeciwieństwie do „szkockiej szkoły” wyrobu whisky, Irlandczycy nie wędzą jęczmienia w torfowym dymie, toteż zazwyczaj w irlandzkim trunku trudno doszukać się dymnego, ziemistego posmaku i aromatu, charakterystycznego dla „Scotch”. Whisky o najsilniejszych aromatach torfowych pochodzą głównie ze szkockiej wyspy Islay.
Następny etap to zacieranie (mashing), gdzie osuszony słód (a raczej mieszanka słodu i nieskiełkowanego ziarna), zalewany jest gorącą wodą (ok. 65 st C) i mieszany w celu „otwarcia” ziaren i rozpuszczenia skrobi. Ostygły nieco zacier (wort) zalewa się drożdżami i przelewa do kotłów warzelniczych (washbacks), gdzie pozostaje tam fermentując przez około 2-3 dni.
Uzyskany w ten sposób wywar zawiera ok. 12% do 16% etanolu i po przefiltrowaniu wędruje do destylacji. Większość gatunków irlandzkich whiskey destylowana jest trzykrotnie (szkockie - dwukrotnie, burbony - jednokrotnie), aby zapewnić jak najwyższą jakość i czystość destylatu. Whiskey amerykańskie przed przelaniem do beczek filtrowane są przez węgiel drzewny.
Za aromat whisky odpowiadają gwajakol i inne substancje. W roztworze o stężeniu alkoholu przekraczającym 59% spływa on na dół, a w tym nieprzekraczającym 45% utrzymuje się u góry, co mocno zmienia jego aromat. Prawdopodobnie z tego powodu whisky jest rozcieńczana wodą. Otrzymany destylat ma ok. 80% zawartości alkoholu i po rozcieńczeniu z wodą destylowaną do poziomu ok. 63% w zasadzie niczym nie różni się od wódki. Swojego charakteru whiskey nabiera dopiero w trakcie wieloletniego leżakowania (przynajmniej trzy lata dla szkockich i irlandzkich, oraz dwa lata dla amerykańskich) w dębowych beczkach. W trakcie tego długotrwałego procesu alkohol wysyca się zawartymi w drewnie garbnikami, nabierając wtedy właściwego sobie złocistego koloru oraz orzechowego posmaku. Whiskey irlandzkie oraz szkockie leżakują w beczkach uprzednio użytych do produkcji bourbona, sherry, porto oraz innych, podczas gdy amerykańskie bourbony oraz tennessy dojrzewają w beczkach nowych, dodatkowo opalonych od środka, zyskując przez to najbardziej „drewniany” smak spośród wszystkich gatunków. Whiskey z Tennessy (Jack Daniel's) przed przelaniem do beczki filtrowana jest w trakcie tzw. Lincoln County Process przez warstwy węgla drzewnego z klonu cukrowego (sugar maple charcoal), zyskując w ten sposób swój „firmowy” aromat.
W trakcie leżakowania destylat stopniowo ulatnia się (ok. 2% do 3% objętości rocznie) tracąc tym samym swą moc. Zjawisko to w branży destylarskiej nosi nazwę „Angel’s share” („dola” dla aniołów). Gdy uzyska już odpowiednią dojrzałość, whisky wędruje do ostatniego przed butelkowaniem etapu, czyli mieszania (marrying and vatting). Jako że destylaty dojrzewające w różnych beczkach mają odmienne właściwości smakowe, zarówno ze względu na wiek, jak i rodzaj beczki: bourbonowe smakują „waniliowo”, sherry „słodko”, a porto „intensywnie”, gorzelnicy stworzyć mogą poprzez ich zmieszanie w odpowiednich proporcjach rozmaitą gamę stylów i smaków.

## Whisky słodowa(Single Malt Whisky)

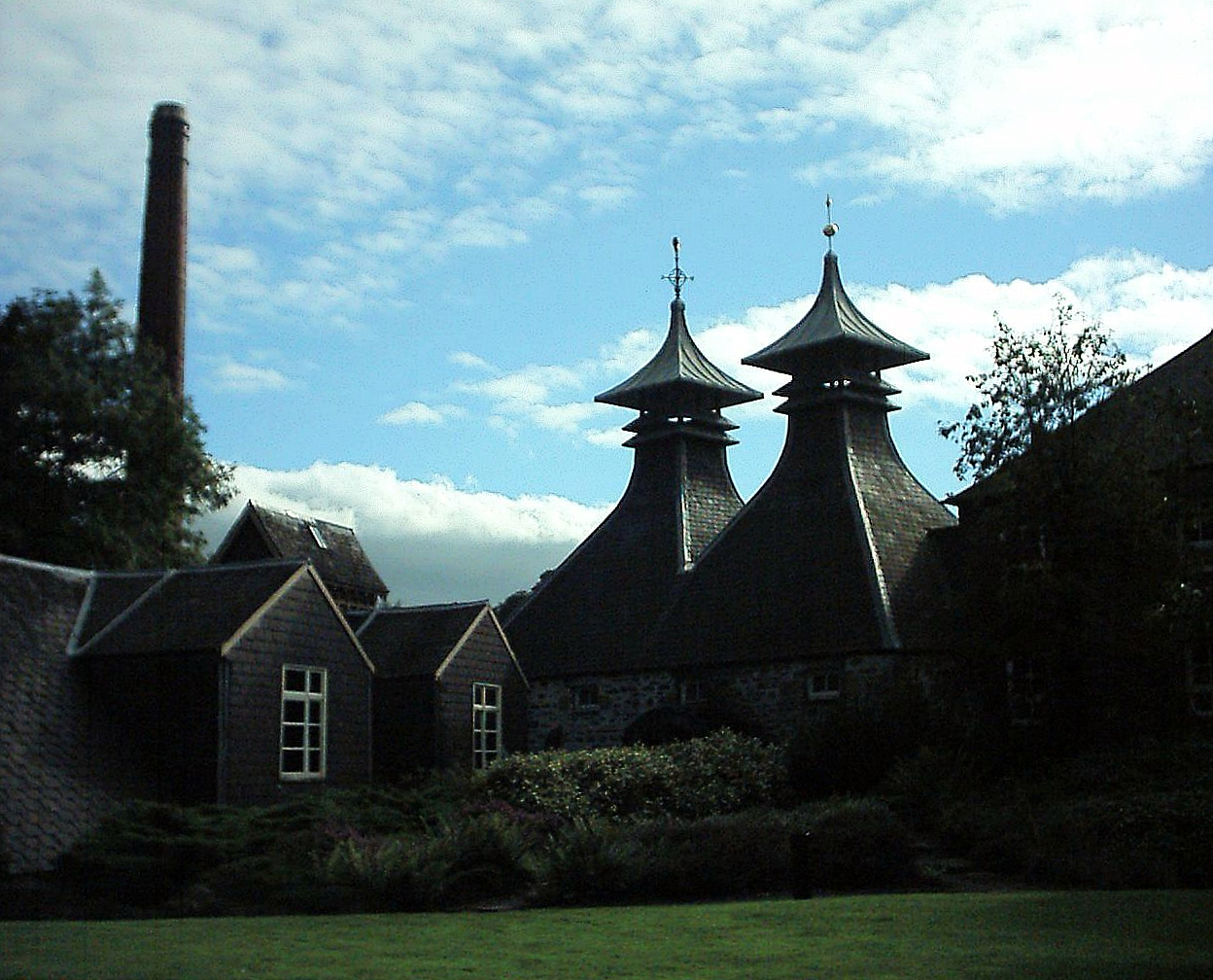
Destylarnia Strathisla w Keith w Szkocji

Produkt jednej gorzelni (destylarni), na bazie zesłodowanego jęczmienia. Do produkcji whisky słodowej wykorzystuje się słód jęczmienny, wodę i drożdże. Ważnym elementem produkcji wpływającym na smak whisky jest suszenie słodu na paleniskach torfowych. Whisky dojrzewa latami w dębowych beczkach używanych poprzednio do produkcji sherry, porto lub burbona. Whisky słodowa jest podstawowym produktem smakowym w kompozycji whisky mieszanych (blended). Koneserzy trunku bardziej cenią jednak whisky single malt.
Destylarnie whisky szkockiej dzieli się na 5 głównych regionów wg Scotch Whisky Association.
| Region        | Przykładowa Whisky |
| ------------- | ------------------ |
| Islay         | Ardbeg             |
| Speyside      | The Macallan       |
| The Highlands | Glen Garioch       |
| The Lowlands  | Auchentoshan       |
| Campbeltown   | Glen Scotia        |

## Whisky słodowa z pojedynczej beczki (Single Cask Whisky)
Whisky słodowa pochodząca wyłącznie z jednej beczki jednej wytwórni i jednego destylatu. Jest bardzo rzadko spotykana i bardzo droga. Dla koneserów. Znana również jako Single Barrel.

## Whisky słodowa mieszana(blended malt)
Whisky słodowa mieszana ze słodowych whisky różnych destylarni. Inną, często używaną nazwą jest „Pure Malt” lub „Vatted Malt”.

## Whisky zbożowa(grain)
Bardzo rzadko spotykana whisky zbożowa jest produkowana, w odróżnieniu do whisky słodowej, w przemysłowych alembikach, co pozwala na dużą i tanią produkcje. Do produkcji wykorzystywane są różne gatunki zbóż. Whisky zbożowa używana jest głównie przy kupażowaniu whisky mieszanej (blended).

## Whisky mieszana(blended)
Najpopularniejsza odmiana whisky, powstała w wyniku połączenia od kilku do kilkudziesięciu gatunków typu Single-Malt z dodatkiem około 70% whisky zbożowej (grain), w droższych whisky udział gatunków typu single malt może sięgać nawet do 80%. Liczba poszczególnych marek z rodziny blend idzie w tysiące. Whisky dobra dla początkujących, najczęściej serwowana jako „whisky on the rocks” czyli na kostkach lodu.

## Tennessee Whiskey(Sipping)
Whiskey produkowana z kukurydzy, żyta, pszenicy i słodu jęczmiennego. Wytwarzana w Tennessee.
W przypadku Tennessee whiskey niezbędny jest proces filtracji na węglu drzewnym z klonu cukrowego. Przedstawicielami Tennessee whiskey są Jack Daniel's oraz George Dickel.

## Bourbon
Whiskey wyprodukowana w USA o objętościowej zawartości alkoholu nie przekraczającej 80% (160 proof) z fermentowanego zacieru, w którego skład wchodzi nie mniej niż 51 procent kukurydzy, przechowywana w objętościowym stężeniu alkoholu nie większym niż 62.5% (125 proof) w osmalonych, nowych, dębowych pojemnikach przez przynajmniej 2 lata. Mitem jest twierdzenie, że bourbon musi pochodzić ze stanu Kentucky. Prawna definicja wymienia USA jako jedyne ograniczenie geograficzne, jeśli chodzi o produkcję whiskey. Whiskey (także bourbon) może więc być przedestylowana w dowolnym miejscu na terenie USA. Użycie nazwy bourbon wymaga jednak, aby whiskey leżakowała przynajmniej 2 lata w Kentucky. Zaledwie 5% bourbonu powstającego w USA destylowane jest poza tym stanem. Kentucky jest jedynym stanem, którego nazwa może być używana na etykietach bourbona. Z zasad tych wynika, że każdy bourbon to whiskey, ale nie każda whiskey to bourbon. Najpopularniejszą marką bourbona jest Jim Beam.

## Degustacje
Podczas profesjonalnych degustacji whisky używa się tylko wysokiej jakości szkła. Dużą popularnością cieszą się tzw. kieliszki tulipanowe, których kształt umożliwia zatrzymanie aromatu whisky, istotnego przy degustacji. Podczas degustacji oprócz zapachu ocenia się także smak na języku, finisz oraz balans całości, przyjmując często skalę 100 pkt. Podana whisky może być nieco rozcieńczona wodą, co zmniejsza intensywność smaku. Popularne jest także podawanie whisky z lodem (ang. on the rocks) lub z colą, to ostatnie jednak może wzbudzać kontrowersje.

## Spożycie
W 2012 roku globalne spożycie whisky wyniosło 860 mln litrów. Na pierwszym miejscu pod względem ilości spożytej whisky była Francja (1,9 litra na osobę).
W 2011 r. sprzedaż whisky w Polsce wzrosła o 30 proc.

## Kultura
Analiza książek Iana Fleminga przeprowadzona przez www.atomicmartinis.com wykazała, że alkoholem najczęściej spożywanym przez Jamesa Bonda była whisky. W trakcie całej serii spożywa on alkohol 317 razy. Najczęściej pije whisky (101 razy, z czego 38 razy burbona i 58 razy szkocką).